# Мировые рекорды на дистанции 50 метров вольным стилем у мужчин в 25-метровом бассейне
 Прогресс мировых рекордов на дистанции 50 метров вольным стилем у мужчин в 25-метровом бассейне. Первый мировой рекорд в плавании на дистанции 50 метров вольным стилем у мужчин в 25-метровом бассейне был зарегистрирован Международной Федерацией плавания ФИНА в 1990 году.
Обвал мировых рекордов в плавании в 2008/2009 совпал с введением полиуретановых костюмов от Speedo (LZR, 50% полиуретана) в 2008 году и Arena (X-Glide), Adidas (Hydrofoil) и итальянского производителя плавательных костюмов Jaked (все 100% полиуретана) в 2009 году. Запрет ФИНА на плавательный костюм из полиуретана вступил в силу в январе 2010 года.;
Прогресс мировых рекордов на дистанции 50 метров вольным стилем у мужчин в 25-метровом бассейне
| Номер | Время    | Имя             | Национальность | Дата            | Соревнование                                 | Место                        | Прим.       |
| ----- | -------- | --------------- | -------------- | --------------- | -------------------------------------------- | ---------------------------- | ----------- |
| 1     | 21.76    | Нильс Рудольф   | ГДР            | 10 февраля 1990 | Кубок мира по плаванию ФИНА                  | Бонн, Германия               |             |
| 2     | 21.64    | Стив Крокер     | США            | 21 марта 1992   | -                                            | Даллас, США                  |             |
| 3     | 21.60    | Марк Фостер     | Великобритания | 17 февраля 1993 | Кубок мира по плаванию ФИНА                  | Шеффилд, Великобритания      |             |
| 4     | 21.50    | Александр Попов | Россия         | 13 марта 1994   | Кубок мира по плаванию ФИНА                  | Дезенцано-дель-Гарда, Италия |             |
| 5     | 21.48    | Марк Фостер     | Великобритания | 13 декабря 1998 | Чемпионат Европы                             | Шеффилд, Великобритания      |             |
| 6     | 21.31    | Марк Фостер     | Великобритания | 13 декабря 1998 | Чемпионат Европы                             | Шеффилд, Великобритания      |             |
| 6=    | 21.31    | Роланд Шуман    | ЮАР            | 23 марта 2000   | Национальная ассоциация студенческого спорта | Миннеаполис, США             |             |
| 7     | 21.21    | Энтони Эрвин    | США            | 23 марта 2000   | Национальная ассоциация студенческого спорта | Миннеаполис, США             |             |
| 8     | 21.13    | Марк Фостер     | Великобритания | 28 января 2001  | Кубок мира по плаванию ФИНА                  | Париж, Франция               |             |
| 9     | 21.10    | Фредерик Буске  | Франция        | 25 марта 2004   | Национальная ассоциация студенческого спорта | Ист-Медоу, США               |             |
| 10    | 20.98    | Роланд Шуман    | ЮАР            | 12 августа 2006 | Чемпионат Вызова                             | Гамбург, Германия            |             |
| 11    | 20.93    | Стефан Нистранд | Швеция         | 18 ноября 2007  | Кубок мира по плаванию ФИНА                  | Берлин, Германия             |             |
| 12    | 20.81    | Дуе Драганья    | Хорватия       | 11 апреля 2008  | Чемпионат мира по плаванию                   | Манчестер, Великобритания    |             |
| 13    | 20.64    | Роланд Шуман    | ЮАР            | 7 сентября 2008 | Чемпионат ЮАР                                | Гермистон, ЮАР               |             |
| 14    | 20.48    | Амори Лево      | Франция        | 11 декабря 2008 | Чемпионат Европы                             | Риека, Хорватия              |             |
| 15    | 20.30    | Роланд Шуман    | ЮАР            | 8 августа 2009  | Чемпионат ЮАР                                | Питермарицбург, ЮАР          | [ 2 ]       |
| 16    | 20.26    | Флоран Манаду   | Франция        | 5 декабря 2014  | Чемпионат мира по плаванию                   | Доха, Катар                  | [ 3 ]       |
| 17    | 20.16    | Калеб Дрессел   | США            | 21 ноября 2020  | ISL                                          | Будапешт, Венгрия            |             |
| 18    | 20.08 пз | Джордан Крукс   | Острова Кайман | 14 декабря 2024 | Чемпионат мира 2024                          | Будапешт,Венгрия             | [ 4 ]       |
| 19    | 19.90 пф | Джордан Крукс   | Острова Кайман | 14 декабря 2024 | Чемпионат мира 2024                          | Будапешт,Венгрия             | [ 5 ] [ 6 ] |

Рекорды зафиксированные не финале: 1/2 - полуфинал, э - эстафета.